# هيدريليوكس
هيدريليوكس (Hydreliox) عبارة عن غاز تنفس يستخدم من أجل الغوص، وهو مزيج من غازات الأكسجين والهيليوم والهيدروجين.
يستخدم هذا المزيج بشكل أساس من قبل العلماء والباحثين وذلك للغوص العميق إلى أعماق دون 40 متر (130 قدم). يستخدم هذا المزيج كبديل عن هيليوكس حيث أن استخدام هيليوكس عند هذه الأعماق يسبب متلازمة الضغط العالي العصبي. يستخدم لذلك الهيدروجين لتمديد نسبة الهيليوم في المزيج، بدلاً من النيتروجين المستخدم في مزيج تريمكس، مما يقلل من أثر تخدير الأعماق. على الرغم من ذلك، فإن الهيدروجين يظهر آثار تخديرية بدءاً من أعماق تصل إلى 500 متر (1600 قدم).
طبقت تجارب باستخدام مزيج هيدريليوكس وذلك للوصول إلى أعماق تصل إلى 700 متر (2300 قدم) وذلك في حجرة غوص منشأة من قبل شركة
Compagnie maritime d'expertises الفرنسية.

## اقرأ أيضاً
- تريمكس
- هيليوكس
- هيدروكس
- نيتروكس